# Bernáth Zsolt
Bernáth Zsolt (Dunaújváros, 1973. április 21. –) magyar filmrendező, író.

## Életpályája
A magyar független film egyik képviselője. Játékfilmjei úttörő jellegű műfaji kísérletek: rendezett thrillert, horror-komédiát, vígjátékot, ifjúsági filmet, sci-fit és spirituális drámát is. Írói munkássága szintén sokrétű: dolgozott újságíróként és szerkesztőként, írt regényeket, novellákat, meséket, verseket, rockzenei témájú monográfiákat stb. Kereskedelmi középiskolát végzett Dunaújvárosban, később a Szegedi Tudományegyetem Juhász Gyula Tanárképző Főiskolán diplomázott művelődésszervező-média szakon.

## Filmes tevékenysége
Első amatőr filmjét 1985-ben készítette el Szentkuti Tamással, későbbi állandó alkotótársával közösen, szuper 8-as filmtechnikával. Ez időszak alatt animációs filmek, kisjátékfilmek, etűdök kerültek filmszalagra.
1994-ben Juhász Pállal független filmes műhelyt alapított Dunaújvárosban Cruel World Team (CWT) néven. A CWT-vel 1994-2003 között öt játékfilmet, két kisjátékfilmet és hat videóklipet készített. Az alkotások különböző magyar független filmes fesztiválokon nyertek díjakat, valamint elsősorban videoforgalmazásban és közönségtalálkozókkal egybekötött vetítéseken (rockfesztiválok, filmklubok) jutottak el a közönséghez, illetve regionális televíziók mutatták be őket.
2003–2007 között operatőrként együtt dolgozott Lóránt Demeterrel, közös munkájuk gyümölcse három kisjátékfilm (Royal Flush, Urine, Bardo) és két tucat videóklip.
2008-ban Váczy Károly producerrel és a CWT korábbi tagjaival, Richard Bach amerikai szerző azonos című regényének felhasználásával elkészítette az Illúziók c. játékfilmet, amely gyökeres szakítás volt a korábbi filmes műfajokkal. Az alkotás azonban szerzői jogi problémák miatt dobozban maradt, jövője bizonytalan.
2011-ben az Illúziók stábjával készítette el a Sherlock Holmes nevében c. filmet, az alkotás 2012-ben került a mozikba. A kritika egyöntetűen a magyar ifjúsági film feltámadásaként üdvözölte az alkotást, amely bemutatása óta közel 20 külföldi filmfesztiválra is meghívást kapott, és számos országban talált forgalmazóra (Németország, Japán, Brazília, Irán, USA, Kína stb.). Az alkotás a 2013-as Stockholmi Nemzetközi Filmfesztiválon elnyerte a Legjobb Ifjúsági Film (Best Film for Youngsters) díját, illetve az ukrajnai Kryla (The Wings) Nemzetközi Gyerek- és Ifjúsági Filmfesztiválon a Legjobb Ifjúsági Film (Best Film for Youth) díját 2014-ben.
2012-ben, felhasználva a gyerekkorában szuper 8 nyersanyagra forgatott snitteket, egy rövidfilmmel állított emléket a megszűnő dunaújvárosi vidámparknak Volt egyszer egy vidámpark címmel. Az alkotás elnyerte az I. Független Nemzeti Filmfesztivál Fődíját.
Aura c. sci-fi játékfilmje 2014 áprilisában került a magyar mozikba, majd három külföldi sci-fi filmfesztiválon szerepelt 2014 tavaszán (Brüsszel, London, Athén). A film őszi fesztiválkörútja során bemutatásra került Romániában és két amerikai filmfesztiválon is (Austin, Los Angeles).
2014-ben Láthatatlan történetek - Független filmes évtizedeim címmel megírta és lezárta filmes műhelye 20 éves történetét.
The passion cimű 2018-ban készült rövidfilmje elnyerte a máltai Cine Circle National Film Competition Legjobb felhasznált hang (Best Use of Sound) és Legjobb vágás (Best Editing) díját.

## Filmográfia (rendezőként)
| Év   | Cím                                    | Feladatkör | Feladatkör | Feladatkör | Megjegyzések         |
| Év   | Cím                                    | Rendező    | Producer   | Író        | Megjegyzések         |
| ---- | -------------------------------------- | ---------- | ---------- | ---------- | -------------------- |
| 1995 | Fenyő normandiából (rövidfilm)         | Igen       | Igen       | Nem        | amatőr film, vágó is |
| 1995 | Betörés (rövidfilm)                    | Igen       | Igen       | Nem        | amatőr film, vágó is |
| 1997 | Legyen világosság / Transzplantáció    | Igen       | Igen       | Nem        | amatőr film, vágó is |
| 1997 | Zombie terror (rövidfilm)              | Igen       | Igen       | Nem        | amatőr film, vágó is |
| 1997 | Kárhozat / Nincs mentség               | Igen       | Igen       | Nem        | amatőr film, vágó is |
| 1999 | Hasfalmetszők                          | Igen       | Igen       | Nem        | -                    |
| 2001 | Sohasevolt Glóira                      | Igen       | Igen       | Nem        | -                    |
| 2003 | Einstein mega Shotgun                  | Igen       | Igen       | Nem        | -                    |
| 2007 | Bardo (rövidfilm)                      | Igen       | Nem        | Nem        | Kisjátékfilm         |
| 2009 | Illúziók                               | Igen       | Nem        | Nem        | Vágó is              |
| 2011 | Sherlock Holmes nevében                | Igen       | Nem        | Nem        | Vágó is              |
| 2012 | Volt egyszer egy vidámpark (rövidfilm) | Igen       | Igen       | Nem        | Kisjátékfilm         |
| 2014 | Aura                                   | Igen       | Nem        | Nem        | Vágó is              |
| 2016 | A tale (rövidfilm)                     | Igen       | Igen       | Nem        | Vágó is              |
| 2017 | One time - Camino de Malta (rövidfilm) | Igen       | Igen       | Nem        | Vágó is              |
| 2017 | Feel home (rövidfilm)                  | Igen       | Igen       | Nem        |                      |
| 2018 | The Passion (rövidfilm)                | Igen       | Igen       | Nem        |                      |
| 2020 | Merry Christmas (rövidfilm)            | Igen       | Igen       | Nem        |                      |
| 2021 | Then and now (rövidfilm)               | Igen       | Igen       | Nem        |                      |
| 2024 | Splatter                               | Igen       | Igen       | Nem        |                      |
| 2025 | Devil Day                              | Nem        | Igen       | Nem        |                      |

## Irodalmi tevékenysége
Nyomtatásban először A bánat című esszéje jelent meg 1996-ban a Yes Egyesület által kiadott Közel a peremhez című fanzine hasábjain. Első novellája Az idő megy tovább címmel az X-magazinban látott napvilágot 1997-ben. 1999-től 2002-ig a dunaújvárosi underground Origo Programmagazin szerkesztője és egyik írója volt. Novellákat, meséket, esszéket, cikkeket, verseket publikált különböző dunaújvárosi folyóiratokban (Dunaújvárosi Hírlap, 7közlap) antológiákban (Lyra, Napút, Dunai Lymes II.) illetve gyermekmagazinokban. 2004-ben A halál című novellájáért II. díjat kapott a Szepes Mária Alapítvány irodalmi pályázatán. 2007-ben jelent meg első novelláskötete A szomorkás szombat könyve címmel. 2020-ig szerzői kiadásban, illetve a Magyar Elektronikus Könyvtárban (MEK) jelentette meg köteteit. 2021 óta a Cerkabella Kiadó jelenteti meg ifjúsági regényeit.

## Bibliográfia
- Végállomás fogadó (regény), Cerkabella Kiadó, 2022
- Tengerecki (antológia) 2 novella, Cerkabella Kiadó, 2021
- Holnapelőtt, tegnapután (regény), Cerkabella Kiadó, 2021
- Lemezbolt a Szent János utcában (regény), Cerkabella Kiadó, 2021
- Néma völgy (novelláskötet), Underground Kiadó, 2020
- Jöjj ki! (kisregény), Underground Kiadó, 2019
- Bárcsak itt lennél (dalszöveg-fordítások), Underground Kiadó, 2017
- A plafonlakók válaszolnak (novelláskötet), Underground Kiadó, 2015
- Láthatatlan történetek - Független filmes évtizedeim (monográfia), MEK, 2014
- Mondj igent (esszé), MEK, 2013
- Mind: egy (regény), Underground Kiadó, 2013
- A szomorkás szombat könyve (novelláskötet), szerzői, 2007
- Farkasszem (forgatókönyv), MEK, 2007
- A progresszív rock (objektív rocktörténet), MEK, 2007
- Találkozásaim az istenekkel (szubjektív rocktörténet), MEK, 2004
- Kísértetek (forgatókönyv), MEK, 2004

## Filmes díjak
- Cine Circle National Film Competition (Málta) - Best Use of Sound (The passion) 2021
- Cine Circle National Film Competition (Málta) - Best Editing (The passion) 2021
- Kryla (The Wings) International Film Festival for Children and Youth (Ukrajna) - Best Film for Youth (Sherlock Holmes nevében) 2014
- Stockholm International Film Festival Junior (Svédország) - Best Film for Youngsters (Sherlock Holmes nevében) 2013
- I. Független Nemzeti Filmfesztivál (Budapest)  - Fődíj (Volt egyszer egy vidámpark) 2012
- 5. Open Film Fesztivál (Budapest) - gengszterdíj (Sohasevolt Glória) 2002
- 8. Diák és Ifjúsági Film- és Video Szemle (Budapest) - 3. díj (Sohasevolt Glória) 2001
- 31. Budapesti Független Film- és Video Szemle - I. díj (Hasfalmetszők) 1999
- 3. Open Film Fesztivál (Budapest) - vérdíj (Hasfalmetszők) 1999
- 28. Budapesti Film- és Független Szemle - különdíj (Legyen világosság) 1996